# Damya Laoui
Damya Laoui, née le 12 mars 1985 à Braine-l'Alleud en Belgique, est une bioingénieure médicale, immunologue et chercheuse belge spécialiste de la lutte immunologique contre le cancer. Elle a développé un vaccin contre les métastases des tumeurs.

## Biographie
Damya Laoui est née le 12 mars 1985 à Braine-l'Alleud de père kabyle et de mère flamande. Elle a également un frère guitariste. Elle a pour langues maternelles le néerlandais et le français. Elle habite Limal en Brabant wallon avec son compagnon. Ils ont deux enfants.
De 1997 à 2003, elle fait ses études secondaires à l'Athénée royal d'Etterbeek. En 2003, elle entame des études universitaires de bioingénieur avec une spécialisation médicale à la Vrije Universiteit Brussel (VUB) et obtient son diplôme en 2008. De 2009 à 2014, elle enchaîne avec un doctorat en immunologie à la Vrije Universiteit Brussel où elle étudie le rôle des différents types de macrophages et cellules dendritiques dans le cancer du sein et du poumon. Pendant son post-doctorat à l'École Polytechnique Fédérale de Lausanne (EPFL) en Suisse en 2014-2015, elle se spécialise dans l’utilisation de l’immunothérapie et des thérapies combinatoires pour optimiser les traitements existant contre le cancer.
Depuis lors, elle est professeure invitée à l'Institut suisse pour la recherche sur le cancer et à l'École polytechnique fédérale de Lausanne.
En 2015, elle rejoint le laboratoire du professeur Jo Van Ginderachter à la Vrije Universiteit Brussel et mène l’équipe d’immunologie tumorale. Son travail se concentre particulièrement sur la recherche de cellules contenant des antigènes, telles que les cellules dendritiques comme cheffe de laboratoire à l'Institut Flamand de Biotechnologie (VIB). Depuis 2020, elle est professeure de recherche Collen-Francqui à la VUB.
Damya Laoui étudie le rôle des cellules immunitaires dans le traitement contre le cancer. Ces cellules ou les molécules qu'elles produisent peuvent alors être utilisées comme base pour le développement d'une nouvelle combinaison d'immunothérapies. Damya Laoui avec son équipe de chercheuses a mis au point un vaccin contre le cancer basé sur les propres cellules du corps dérivées de la tumeur. L'objectif de la scientifique est de développer des immunothérapies pour combattre la croissance ou la dissémination de tumeurs malignes.
Elle obtient de nombreuses bourses pour financer ses recherches de la Ligue flamande contre le cancer, de l'Organisation européenne de biologie moléculaire (Embo), de la Federation of European Biochemical Societies, du Fonds national de la recherche scientifique (FNRS) et du Fonds national suisse de la recherche Scientifique (FNSNF).
Selon elle, l’intelligence artificielle est la clé de la personnalisation des traitements contre le cancer : « Nous nous dirigeons vers des thérapies combinées adaptées à chaque patient ».
Au sein du Team Vesalius, Damya Laoui s'engage à encourager les jeunes à choisir des études dans le domaine des disciplines STIM combinant mathématiques, technologie et sciences exactes. Elle souhaite notamment donner aux jeunes issus de l'immigration plus de confiance pour entamer des études universitaires et encourager les jeunes femmes à poursuivre des carrières scientifiques.

## Hommages et distinctions
Elle a reçu les prix et distinctions suivantes :
- 2017 - lauréate des Innovators under 35 Europe (Innovateurs de moins de 35 ans, Massachusetts Institute of Technology MIT)[7],[8] ;
- 2017 - Dunia award[9] ;
- 2017 - African awards ;
- 2018 - Talent scientifique (New Scientist)[10] ;
- 2018-2024 - Membre de la Jonge Academie[11];
- 2019 - Ignace Vanderschueren Price ;
- 2020 - Collen-Francqui Start-Up Grant[8] ;
- 2024 -  Commandeur de l'ordre de la Couronne (Belgique)[12];
- 2025 - GSK Vaccines Prize for Cancer Immunotherapy Research[13].